# Кліностатична проба
Кліностатична проба - функціональна проба, яка основана на тому, що при переході із вертикального положення в горизонтальне підвищується тонус парасимпатичного відділу вегетативної нервової системи, при чому спостерігається зменшення частоти серцевих скорочень.

## Процедура проведення проби
Дану пробу проводять у зворотному порядку на відміну від ортостатичної проби: ЧСС визначається після 3-5 хв. спокійного стояння, потім після повільного переходу у положення лежачи, і, нарешті, після 3 хв. перебування у горизонтальному положенні. Пульс підраховують також за 15-ти секундні інтервали часу, помножуючи результат на 4.  
При нормальній реакції характерно зниження ЧСС на 8-14 ударів за 1 хв. відразу після переходу в горизонтальне положення і  деяке підвищення показника після 3 хв. стабілізації, але ЧСС при цьому на 6-8 ударів за 1 хв. нижча, ніж у вертикальному положенні. Більше зниження пульсу свідчить про підвищену реактивність парасимпатичної частини вегетативної нервової системи, менше – про знижену реактивність.